# Flotador de cames

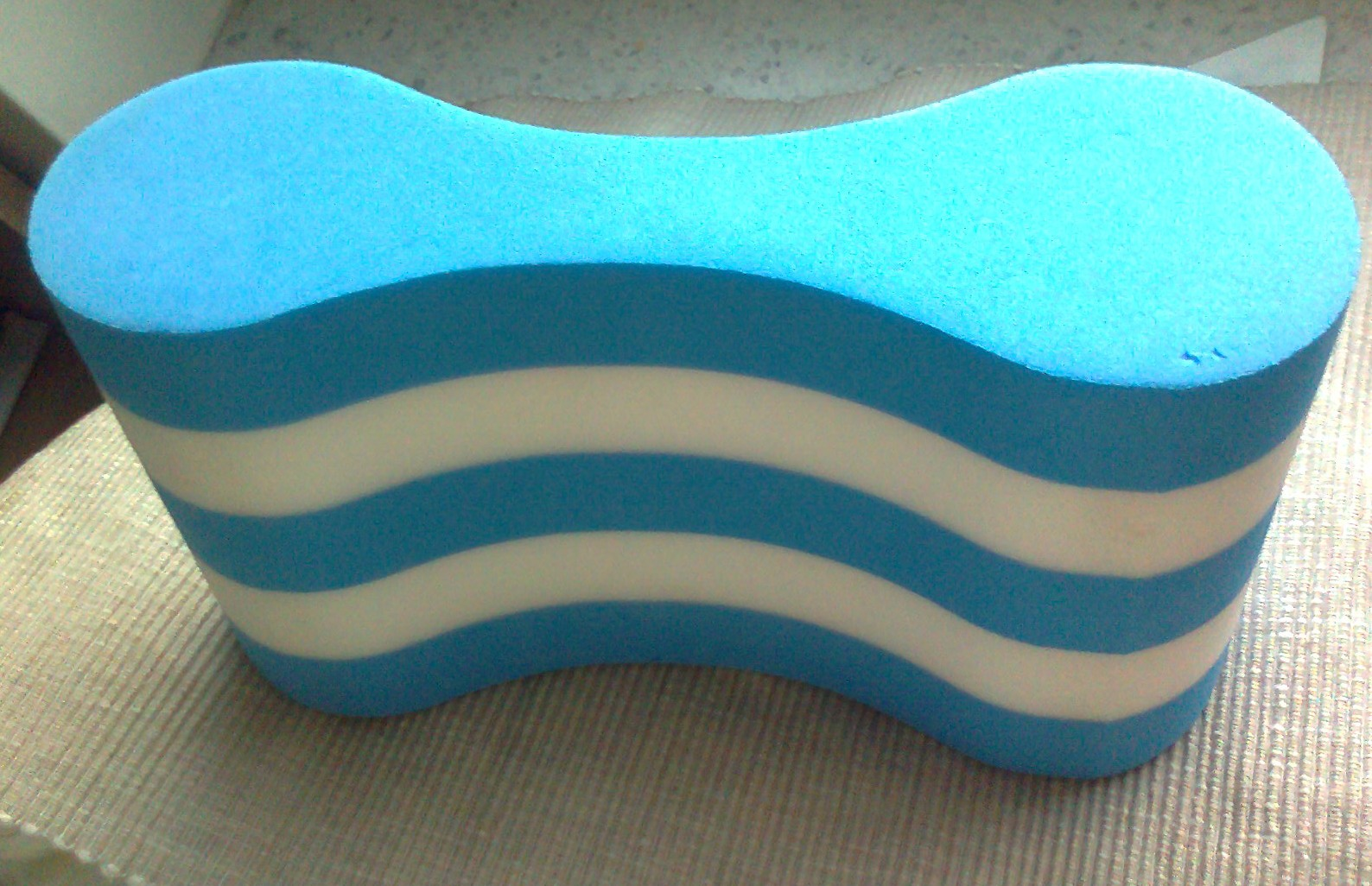

El flotador de cames és un element amb forma de vuit que els nedadors solen utilitzar durant l'entrenament de natació. Està format per un material menys dens que l'aigua per així flotar amb més facilitat, aquest material és el poliuretà. En podem trobar de diferents mides i formes.
El flotador de cames és una bona eina perquè corregeix molts aspectes claus com són: l'equilibri, mantenir una posició estreta i empènyer el pit amb l'aigua. Es sol col·locar entre les cames, normalment entre les cuixes per una major facilitat a l'hora de nadar. En aquesta posició el flotador de cames desequilibra menys el cos, ajuda a pujar els glutis a la superfície, i obliga a enfonsar el pit a l'aigua. També es pot col·locar entre els turmells.